# Barbara Smith
Barbara Smith (née en 1946) est une universitaire américaine, militante féministe et socialiste. Elle a joué un rôle significatif dans l'émergence du féminisme noir et du féminisme lesbien aux États-Unis. Depuis les années 1970, elle est active en tant que critique, enseignante, conférencière, universitaire, autrice et éditrice de la pensée féministe noire. Elle a publié de nombreux travaux et écrits, par exemple dans la revue littéraire du New York Times et autres journaux tels que The Black Scholar, Ms., Gay Community News, The Guardian, The Village Voice, Conditions ou encore The Nation. Barbara Smith a une sœur jumelle, Beverly Smith, elle aussi militante féministe et écrivaine.

## Jeunesse

### Origines familiales
Les parents de Barbara, Hilda Beall Smith et Gartrell Smith, se rencontrent à l'université, dans un établissement historiquement réservé aux Noirs, la Fort Valley State University (devenue Fort Valley State College), en Géorgie. Personnel militaire, son père était probablement en poste à Cleveland quand il s'enfuit avec Hilda Beall pour se marier. Ils s'installent en Ohio pour échapper aux lois racistes Jim Crow et ainsi avoir accès à de meilleures opportunités économiques.
Cependant, les proches de Hilda Beall Smith désapprouvent ce mariage, et la relation des époux périclite : Beall Smith, enceinte, retourne dans sa famille en Géorgie. Elle y accouche prématurément de jumelles, Barbara et Berverly Smith,. Les jumelles ont neuf ans quand leur mère décède des complications d'une fièvre rhumatismale, et elles sont alors élevées par leur famille élargie, au premier chef par leur grand-mère,.
Smith attribue sa passion pour les études à son environnement familial. Sa grand-mère avait été institutrice pour élèves noirs, et ses tantes assistaient à des cours dès qu'elles le pouvaient. Au sujet de l'école, Smith se souvient : « Je n'étais intéressée par aucune autre note que le A. [rires] (meilleure note du système scolaire américain, NdT) Mais ce n'était pas parce qu'on me menaçait à la maison. Ça n'avait rien à voir avec ça. C'était plus 'On va au travail tous les jours. Toi tu vas à l'école. L'école c'est ton travail.' […] Il n'y avait aucune pression autour de la réussite scolaire. L'idée c'était juste : tu as un cerveau, tu es censée l'utiliser ».
Douée pour les études, fréquentant des écoles publiques bien dotées et financées, Smith n'échappe pourtant pas à l'expérience du racisme. Smith analyse que, bien que la ségrégation ou les inégalités furent rarement évoquées dans sa famille, le racisme l'affectait : enfant, elle se pensait « moche » parce qu'elle grandissait dans un environnement culturel où personne « [lui] ressemblant de près ou de loin n'était considéré comme une belle personne » ; aussi, elle fait l'expérience de l'hostilité raciste d'un professeur de français qui juge qu'elle n'a pas sa place dans son séminaire d'été.
Étudiante talentueuse, Smith obtient de très bons résultats à ses diplômes, ce qui lui permet d'entrer au Mount Holyoke College en 1965. Cependant, elle y est confrontée à une forte animosité raciale, ce qui la pousse à changer d'université : elle intègre la New School for Social Research à New York, et y étudie les sciences sociales. Elle retournera au Mount Holyoke College pour son année de diplôme, qu'elle obtient en 1969.

### Débuts militants
Smith estime que, « étant née pendant la ségrégation », il était naturel pour elle d'avoir une certaine conscience politique. En tant qu'étudiantes, Smith et sa sœur Beverly participent dès 1964 à des manifestations pour la déségrégation des écoles. Smith assiste à plusieurs discours de Martin Luther King, et rencontre la militante des droits civiques Fannie Lou Hamer.
Avant d'entrer à l'université, Smith devient bénévole pour le CORE (Congress for Racial Equality, Congrès pour l’égalité des races). En 1965, elle participe à la déségrégation du Mount Holyoke College et aux activités de l'association Students for a Democratic Society (Étudiants pour une société démocratique). Pendant son année à la New School for Social Research, en 1968, elle se déplace à Chicago, dans l'Illinois, et participe à des manifestations en marge de l'historique Convention nationale du Parti démocrate de 1968.
Tandis que le Nationalisme noir (Black Nationalism) émerge du Mouvement des droits civiques, Smith est dépitée par le sexisme qui règne dans des groupes militants majoritairement masculins, et se tourne vers la pensée féministe noire. En 1973, elle assiste pour la première fois au meeting de la National Black Feminist Organization (Organisation nationale du féminisme noir) dans la ville de New York. Smith rapporte que, dès les premiers instants de la conférence, elle « a su qu'elle était là chez [elle] ».
Smith s'installe à Boston après avoir obtenu un master de littérature à l'université de Pittsburgh. Via sa sœur Beverly Smith qui travaille au magazine Ms., Barbara Smith obtient des contacts-clés et publie ses premiers textes. Elle rencontre alors Margaret Sloan, l'une des fondatrices de la National Black Feminist Organization (NBFO). Intriguée par l'appel à participation pour la Eastern Regional Conference du NBFO de 1974, Smith organise une réunion rassemblant plusieurs femmes de la région de Boston et cherche à fonder un groupe local du NBFO. Il est fondé en 1975, avec sa sœur Berverly et Demita Frazier, une militante de Chicago. Mais du fait du manque d'implication de l'association nationale, le groupe local NBFO de Boston restera toujours indépendant. Par choix collectif, le groupe décide de se consacrer prioritairement à la sensibilisation des consciences ainsi qu'au soutien d'organisations de quartier venant en aide aux pauvres et aux classes ouvrières de Boston.

## Années militantes

### Le Collectif de Combahee River (1974-1980)
D'abord réunies à Boston sous la forme d'un groupe local de la National Black Feminist Organization, les membres du collectif (dont Barbara Smith) décident de prendre leurs distances vis-à-vis de la NBFO en créant une organisation distincte. Ce choix est motivé à la fois par le manque d'implication de l'association nationale auprès du groupe local, et par le fait que les membres du groupe de Boston réalisent que les positions qu'elles défendent sont significativement plus radicales que celles de la NBFO, notamment sur la question lesbienne. En 1974 naît donc le Collectif de Combahee River, nommé d'après un raid militaire victorieux mené par Harriet Tumbman (militante de l'abolition de l'esclavage) pendant la guerre de sécession américaine, et qui visait une plantation près de la rivière Combahee en Caroline du Sud.
Barbara Smith participe à l'élaboration du manifeste du collectif, le Combahee River Collective Statement, publié en 1977 : le texte précise les objectifs poursuivis, soulignant également que le groupe se définit comme une organisation féministe noire encourageant la conscience de classe et l'affirmation sexuelle. Le fait que le texte reconnaisse le lesbianisme comme une identité légitime renforce le débat au sein du féminisme noir, et plus largement au sein des divers mouvements féministes.
En tant qu'organisation féministe noire et socialiste, le collectif met l'accent sur l'intersectionnalité entre race, genre, hétérosexisme et oppression de classe dans la vie des Afro-Américaines et des autres femmes de couleur. Selon Darlene Clark Hine, William C. Hine et Stanley Harold, le Collectif de Combahee, comme d'autres organisations féministes de l'époque, formule « beaucoup des préoccupations spécifiques aux femmes noires, depuis la colère envers les hommes noirs qui sortent ou se marient avec des femmes blanches, jusqu'aux complexes internes autour de la couleur de peau, de la texture des cheveux ou des traits du visage, en passant par les différences de liberté de mouvement entre femmes blanches et noires... tout en remettant en question le mythe de la matriarche noire et les représentations stéréotypées des femmes noires dans la culture populaire. » De plus, le collectif travaille sur des enjeux tels que « le droit à la contraception, le viol, la réforme des prisons, l'abus de stérilisation, les violences envers les femmes, la santé, et le racisme au sein des mouvements féministes blancs ».
Le collectif était volontairement structuré de manière non-hiérarchique et égalitaire. Dans une note, Smith affirme que cette structure était destinée à s'assurer que « le féminisme noir [survive] en tant que mouvement radical ». Les membres de Combahee organisent pendant les années 1970 des séminaires pour débattre des enjeux du Manifeste, des moyens pour que le féminisme noir éveille les consciences des femmes noires, ainsi que d'autres enjeux urgents au sein de leurs communautés. Mais l'association perd de son élan, les conversations autour du lesbianisme et de l'avancement scolaire dissuadant certaines des membres de participer. En conséquence apparaissent des disputes interpersonnelles et conflits de direction, et le nombre de membres décline. La dernière réunion a lieu en février 1980.

### Les éditions «Kitchen Table: Women of Color Press» (années 1980-1990)
Smith est passionnée de littérature américaine et titulaire d'un Master de Littérature. Dans une interview au site Makers, elle confie que plus jeune, à la suite de la lecture de La Conversion, le roman de James Baldwin, elle avait voulu devenir écrivain. Mais, du fait de son intérêt pour les mouvements sociaux des années 1960, elle en est reste finalement à étudier la littérature sur son temps libre. Smith raconte également que, quand elle décide d'étudier la littérature à l'université, c'est dans l'espoir de découvrir des œuvres écrites par des femmes écrivaines de couleur. Mais elle s'aperçoit que les femmes noires ne sont pas incluses dans les canons classiques de la littérature enseignée. Cependant, dans un article du magazine Ms., Smith apprend qu'Alice Walker s'apprête à donner un cours sur les autrices noires-américaines, et s'y inscrit immédiatement. Elle décide par la suite de se consacrer elle-même à l'enseignement de la littérature écrite par des femmes de couleur, ce qu'elle fera dès l'obtention de son premier poste de professeure au Emerson College en 1973.
Smith fait alors le constat que les travaux disponibles écrits par des personnes de couleur sont majoritairement des récits d'expériences masculines. Sur une suggestion de son amie la poétesse Audre Lorde, elle fonde en 1980 Kitchen Table: Women of Color Press, une maison d'édition entièrement destinée aux femmes de couleur. D'abord installée à Boston, la maison est relocalisée à New York dès 1981. En collaboration avec Cherrie Moraga, Hattie Gossett, Susan L. Yung, Audre Lorde, Jun Jordan et Gloria Anzaldúa, Smith et ses collègues publient de nombreux livres et pamphlets tels que « Home Girls : A Black Feminist Anthology », « This Bridge Called My Back », « Cuentos: Stories by Latinas » ou « I Am Your Sister: Black Women Organizing Across Sexualities ». Les études universitaires (littérature, sociologie) ne tarderont pas à s'emparer de ces ouvrages, dans des domaines aussi divers que l'étude des ethnies, des femmes, des queers ou des Noirs.
Smith affirme que l'héritage de Kitchen Table: Women of Color Press se voit dans le visage de l'édition contemporaine – des écrivaines comme Alice Walker et Toni Morrison étant entrées au panthéon de la littérature américaine –, ainsi que dans son influence sur la pensée féministe, notamment la prise en compte de l'intersectionnalité, désormais considérée comme un angle d'étude légitime.
Tout en étant éditrice à Kitchen Table, Smith, qui avait déjà auparavant contribué à l'écriture de pamphlets ou d'anthologies, continue d'écrire et publie un recueil de ses essais, articles et critiques. Son article « Vers une critique féministe noire » (Toward a Black Feminist Criticism, 1982), d'abord publié dans le magazine Conditions (octobre 1977) est fréquemment cité comme un texte-clé, révolutionnaire, qui ouvrit la voie à la littérature des femmes noires et à la discussion sur l'homosexualité féminine noire.
Smith a édité trois recueils majeurs concernant les femmes noires : Conditions (magazine) : Cinq, les enjeux des femmes noires (avec Lorraine Bethel, 1979) ; Toutes les femmes sont blanches, tous les noirs sont des hommes, mais certaines d'entre nous sont courageuses : étude des femmes noires (avec Gloria T. Hull et Patricia Bell-Scott, 1982) ; et Home Girls : une anthologie du féminisme noir.
Barbara Smith a réuni ses divers écrits postérieurs dans l'anthologie The Truth That Never Hurts: Writings on Race, Gender, and Freedom (La Vérité qui ne blesse jamais : Écrits sur la race, le genre et la liberté, 1998).

## Après 2000
En 2005, dans la continuité de son engagement social et politique, Smith est élue au Common Council (conseil municipal) de la ville d'Albany, dans l'État de New York. Elle est réélue en 2009, et travaille également pendant cette période en collaboration avec David Kaczynski dans l'association New Yorkers for Alternatives to the Death Penalty (association pour des alternatives à la peine de mort). Pendant ses deux mandats au conseil municipal d'Albany, Smith représente le 4e arrondissement (4th Ward) et s'engage sur des sujets tels que l'éducation des jeunes, la prévention de la violence, ou encore l'égalité des chances à l'école pour les personnes pauvres, issues de minorités ou défavorisées. En 2013, elle ne se représente pas à l'élection. Elle travaille actuellement au bureau du Maire de la ville d'Albany, où elle dirige des initiatives autour des inégalités économiques, raciales et sociales.
Barbara Smith continue à donner des conférences. Elle a fait don de ses écrits aux Lesbian Herstory Archives de Brooklyn dans l'État de New York, et a donné des comptes-rendus oraux de sa vie à l'université Columbia ainsi qu'au Smith College. Elle apparaît dans le documentaire de Marlon Riggs « Black Is... Black Ain't » (« Noir c'est... Noir c'est pas », 1994), et plus récemment dans un documentaire coproduit par PBS et AOL, « Makers: Women Who Make America » (« Fondatrices : Les Femmes qui font l'Amérique »).

## Distinctions
- Stonewall Award, 1994.
- Membre d'honneur (Fellow) du Bunting Institute[28],[29] de Radcliffe College, 1996.
- Church Women United’s Human Rights Award[30], 2000.
- Nomination au prix Nobel de la paix[31], 2005.
- Literary Legend, Albany Public Library Foundation[32], 2015